# George N. Barnard

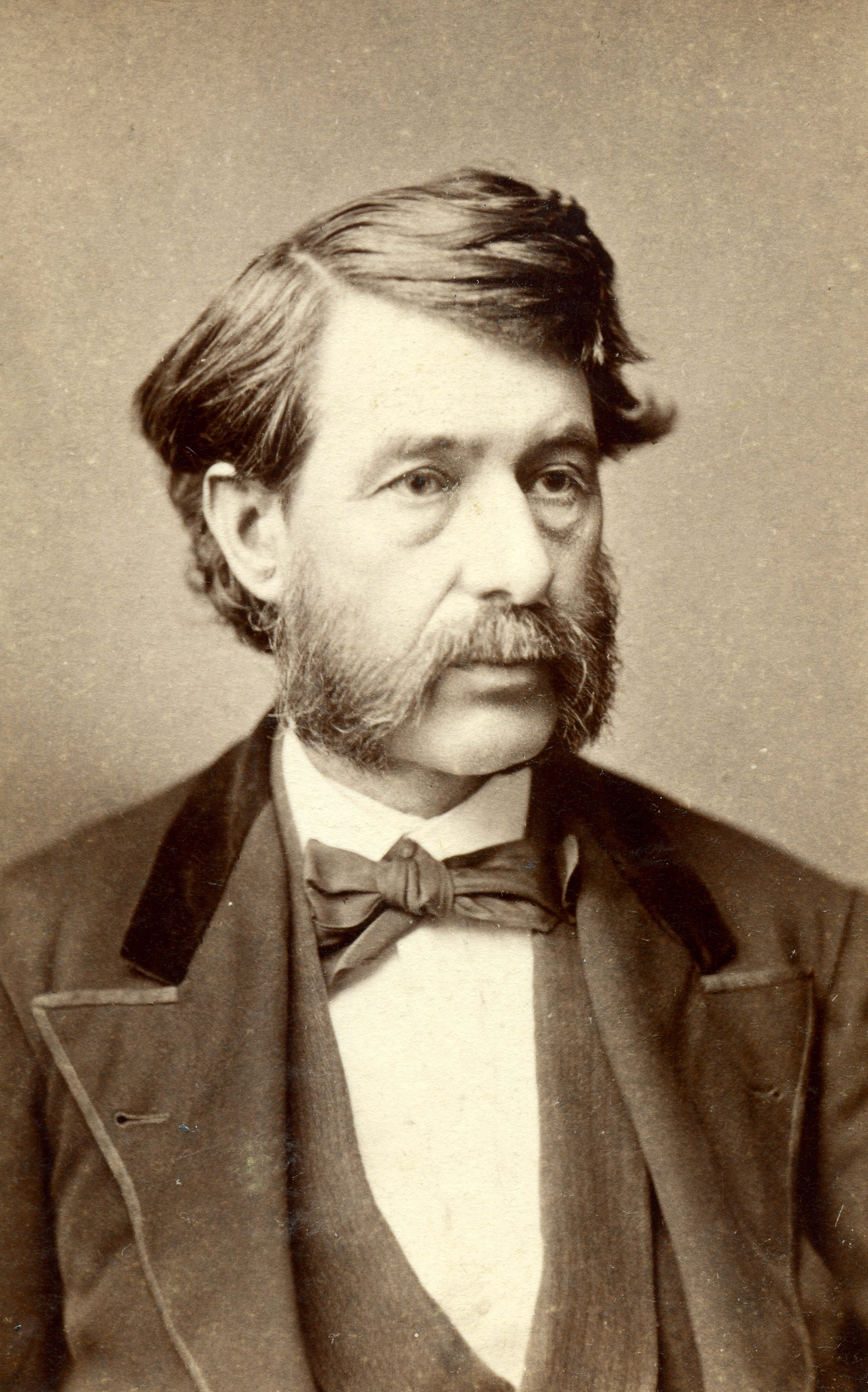
Autorretrato, 1866

G. N. Barnard / George Norman Barnard (Coventry, Connecticut; 23 de diciembre de 1819- Cedarville, Arkansas; 4 de febrero de 1902) fue un fotógrafo estadounidense activo durante la Guerra de Secesión.

## Biografía
Nació en Coventry, era hijo de Norman y Grace Badger Barnard. 
Después de la muerte de su padre en 1826, Barnard se mudó con su familia a Nueva York. Posteriormente vivió con su hermana en Gallatin (Tennessee), pero regresó a Nueva York en 1842 y un año después se casó con Sarah Jane Hodges, con quien tuvo dos hijos, uno de los cuales murió en la infancia. 
En 1845, Barnard trabajó por primera vez como hotelero en Oswego antes de abrir su propio estudio de daguerrotipo un año después. Como no tuvo formación con un fotógrafo, no está claro dónde adquirió sus habilidades fotográficas. 
Ese mismo año abrió un estudio en Siracusa, donde, además del daguerrotipo, pronto también utilizó procesos como la ambrotipia y la ferrotipia. Tras vender este estudio en 1857, se especializó en cartografía y creó un nomenclátor del estado de Nueva York. Dos años más tarde, reanudó su trabajo como fotógrafo y trabajó para Edward Anthony y como asistente de Mathew B. Brady, Timothy H. O'Sullivan, Alexander Gardner y otros.
La Guerra Civil aumentó la demanda de retratos, especialmente de soldados, y Brady lo contrató para plasmar el conflicto.
Al terminar la guerra, se mudó a Chicago. Su estudio ardió durante gran incendio de 1871, acontecimiento que Barnard también fotografió.
Vivió luego en Charleston entre 1873 y 1880 y más tarde en Henrietta, Nueva York, donde se casó con su segunda esposa, Emma Chapin Gilbert, en 1881.
Encontró trabajo en la Eastman Kodak Company en Rochester. Sus siguientes años se caracterizan nuevamente por viajes, por lo que la familia se mudó a Painesville (Ohio), Gadsden (Alabama) y finalmente a una granja en Cedarvale en 1893, donde pasó sus últimos años e hizo aún retratos. 